# Geomitra
Geomitra é um género de gastrópode  da família Hygromiidae.
Este género contém as seguintes espécies:
- Geomitra coronata (Deshayes, 1840)
- Geomitra delphinuloides (R.T. Lowe, 1860)
- Geomitra grabhami (Wollaston, 1878)
- Geomitra moniziana (Paiva, 1867)
- Geomitra tiarella (Webb & Berthelot, 1833)
- Geomitra watsoni (J.Y. Johnson, 1897)